# Hraunfossar
De Hraunfossar (lavawatervallen) aan de Hvítá (Witte rivier) in  het westen van IJsland is een heel bijzondere reeks van watervallen. Over een afstand van meer dan 900 meter lijken vele waterstroompjes vanuit het lava van het lavaveld Hallmundarhraun in de rivier  te stromen. Dit lavaveld ontstond door een uitbarsting van een vulkaan die nu onder de Langjökull gletsjer ligt. Omdat dit lava poreus en waterdoorlaatbaar is, en op een harde en waterdichte ondergrond ligt, stroomt smeltwater en regenwater tussen het lava en de harde ondergrond naar beneden totdat het bij de Hvítá als het ware uit de muur komt. Een zeer bijzonder gezicht.
Even verder stroomopwaarts ligt een andere waterval, de Barnafoss.